# Niederndorf (Burghaslach)

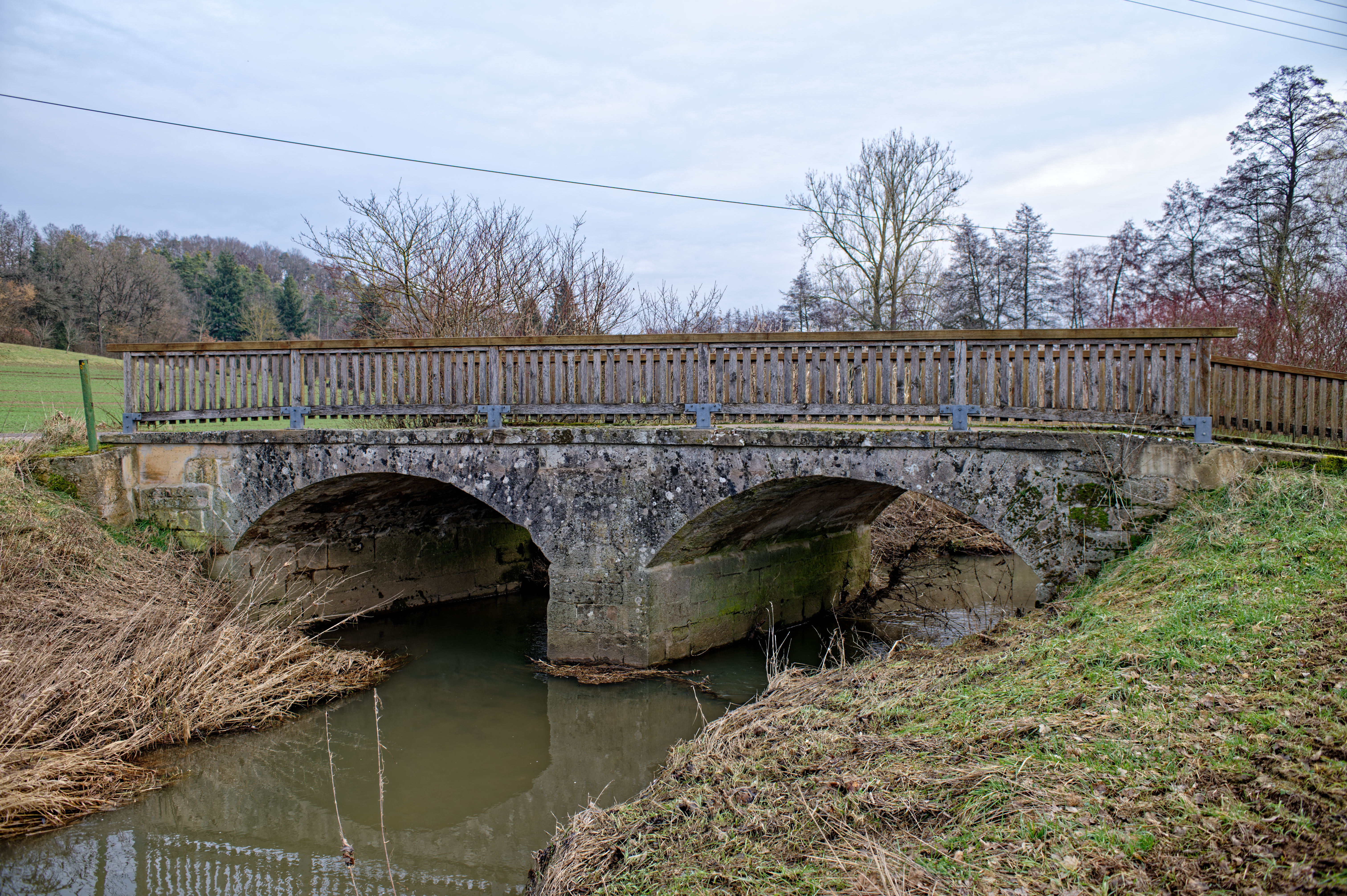
Brücke

Niederndorf (fränkisch: Niedandorf) ist ein Gemeindeteil des Marktes Burghaslach im Landkreis Neustadt an der Aisch-Bad Windsheim (Mittelfranken, Bayern). Die Gemarkung Niederndorf hat eine Fläche von 2,414 km². Sie ist in 391 Flurstücke aufgeteilt, die eine durchschnittliche Flurstücksfläche von 6174,78 m² haben.

## Lage
Das Dorf liegt am rechten Ufer der Haslach. Die Staatsstraße 2261 führt die Haslach entlang nach Burghaslach (1,4 km westlich) bzw. zur Anschlussstelle 77 der Bundesautobahn 3 (1,6 km nordöstlich). Gemeindeverbindungsstraßen führen zur Kreisstraße NEA 2 (1,1 südlich) und nach Gleißenberg ebenfalls zur NEA 2 (1 km südöstlich).

## Geschichte
Der Ort wurde im Würzburger Lehenbuch, das im Zeitraum von 1335 bis 1345 entstanden ist, als „Nyderndorf“ erstmals erwähnt. Der Ortsname ist eine Lagebezeichnung: Ausgehend von Burghaslach ist Niederndorf an der Haslach abwärts gelegen. Der Ort ist wohl eine Ausgründung von Burghaslach. Niederndorf lag im Fraischbezirk der Castell’schen Cent Burghaslach. Grundherren waren das Castell’sche Amt Breitenlohe und das bambergische Amt Höchstadt.
Im Jahre 1806 kam Niederndorf zum Königreich Bayern. Im Rahmen des Gemeindeedikts (frühes 19. Jahrhundert) wurde Niederndorf dem Steuerdistrikt Burghaslachzugeordnet. Mit dem Zweiten Gemeindeedikt (1818) entstand die Ruralgemeinde Niederndorf. Sie war in Verwaltung und Gerichtsbarkeit dem Herrschaftsgericht Burghaslach und in der Finanzverwaltung zunächst dem Rentamt Scheinfeld zugeordnet, nach dessen Auflösung im Jahr 1818 dem Rentamt Iphofen. 1852 kam Niederndorf an das Landgericht Scheinfeld. Für die Verwaltung war ab 1862 das Bezirksamt Scheinfeld (1939 in Landkreis Scheinfeld umbenannt) und für die Finanzverwaltung ab 1879 das Rentamt Markt Bibart zuständig (1919–1929: Finanzamt Markt Bibart, von 1929 bis 1972: Finanzamt Neustadt an der Aisch, seit 1972: Finanzamt Uffenheim). Die Gerichtsbarkeit blieb bis 1879 beim Landgericht Scheinfeld, von 1880 bis 1973 war das Amtsgericht Scheinfeld zuständig, seitdem ist es das Amtsgericht Neustadt an der Aisch. 1964 hatte die Gemeinde eine Gebietsfläche von 2,471 km². Am 1. Januar 1972 wurde Niederndorf im Zuge der Gebietsreform in Bayern nach Burghaslach eingemeindet.

### Baudenkmäler
- Haus Nr. 45: Mühle[14]
- Brücke[14]

ehemaliges Baudenkmal
- Haus Nr. 19: Erdgeschossiges Wohnstallhaus, im Türsturz bezeichnet „1848“. Verputzter Massivbau von drei zu drei Achsen im Wohnteil. Satteldach mit Traufe zur Straße.[15]

### Einwohnerentwicklung
| Jahr      | 1818  | 1840   | 1852   | 1855   | 1861   | 1867   | 1871   | 1875   | 1880   | 1885   | 1890   | 1895   | 1900   | 1905   | 1910   | 1919   | 1925   | 1933   | 1939   | 1946   | 1950   | 1952   | 1961   | 1970   | 1987  |
| Einwohner | 128   | 125    | 135    | 140    | 149    | 162    | 162    | 143    | 140    | 142    | 147    | 166    | 159    | 156    | 132    | 122    | 119    | 140    | 116    | 151    | 140    | 124    | 119    | 115    | 107   |
| Häuser    | 26    | 20     |        |        |        |        | 24     |        |        | 25     | 24     |        | 31     |        |        |        | 24     |        |        |        | 24     |        | 25     |        | 31    |
| Quelle    | [ 9 ] | [ 17 ] | [ 18 ] | [ 18 ] | [ 19 ] | [ 20 ] | [ 21 ] | [ 22 ] | [ 23 ] | [ 24 ] | [ 25 ] | [ 18 ] | [ 26 ] | [ 18 ] | [ 27 ] | [ 18 ] | [ 28 ] | [ 18 ] | [ 18 ] | [ 18 ] | [ 29 ] | [ 18 ] | [ 11 ] | [ 30 ] | [ 2 ] |

## Religion
Niederndorf ist seit der Reformation evangelisch-lutherisch geprägt und nach St. Ägidius (Burghaslach) gepfarrt.